# Mörfelden-Walldorf
Mörfelden-Walldorf är en dubbelstad i distriktet Gross-Gerau i Hessen, Tyskland. Med cirka 35 000 invånare är den näst störst i distriktet, efter Rüsselsheim.

## Geografi
Samhället ligger i ett slättland mellan floderna Rhen och Main. Städerna Walldorf i norr och Mörfelden i söder är inte helt sammanvuxen. Det finns fortfarande öppet terräng mellan orterna som är upp till 1,5 km bred. Den enda byggnaden som har anslut till båda städer är en skola. Städernas centrum ligger ungefär 3,8 km från varandra. Walldorf ligger direkt söder om Frankfurt am Main.

## Historia

### Mörfelden
Mörfelden nämndes som Mersenualt för första gången i en urkund som dateras till tiden mellan 830 och 850. Ortens läge vid olika handelsväger gynnade utvecklingen. Under medeltiden var orten ansvarig för kungens (bland annat Ludvig IV Bayrarens) logi och kost när denne ville jaga i områdets skogar. Under trettioåriga kriget plundrades orten flera gånger och efter den efterföljande pesten fanns det bara enstaka bebodda byggnader kvar. Fram till slutet av 1700-talet ökade antalet invånare långsamt till cirka 900.
Under slutet av 1800-talet och början av 1900-talet blev Mörfelden ett fäste för socialdemokratiska och kommunistiska grupper. Efter nazisternas maktövertagande i övriga delar av Tyskland bekämpades dessa grupper med våld.
Efter andra världskriget bosatte sig flera nya personer i orten. Det var bland annat tyska hembygdsfördrivna (Heimatvertriebene) från de regioner öster om floden Oder som blev en del av Polen och Sovjetunionen.
Stadsrättigheter fick Mörfelden så sent som 1968.

### Walldorf
Walldorf grundades 1699 av 14 familjer från Frankrike som tillhörde samfundet Valdenser. En längre tid talades bara franska i orten. Först 1815 ändrades språket som talades vid gudstjänsten till tyska. Samhället var ursprungligen en by med jordbruk och efter etableringen av järnvägslinjen Frankfurt – Mannheim 1879 tillkom många bostäder för arbetare. Mellan 1935 och 1945 fanns i Walldorf ett koncentrationsläger. Här var 1700 judiska kvinnor internerade för att arbeta vid utbyggnaden av Frankfurts flygplats.
Walldorf fick sina stadsrättigheter 1962.

### Mörfelden-Walldorf
Under 1970-talet ville Frankfurt am Main inkludera städerna som stadsdelar av storstaden. I samband med en kommunreform i Hessen avvisades detta förslag.  Istället sammanslogs Mörfelden och Walldorf den 1 januari 1977 till en dubbelstad.

## Kultur
Båda städer har var sitt hembygdsmuseum.
En vandringsled från La Poët-Laval i Frankrike till Turin i Italien går genom dubbelstaden. Leden uppmärksammar franska folkgrupper som hugenotter och valdenser, som flyttade från sina hemtrakter till andra delar av Europa. Nära Mörfelden-Walldorf finns flera informationsskylt vid leden som berättar om folkgruppernas liv.
Staden har en skulpturpark och dessutom finns många andra skulpturer, bland annat av Renée Nele och Ottmar Hörl.
Jämnt fördelade över året finns flera evenemang som karneval eller olika musikfestivaler.

## Bilder

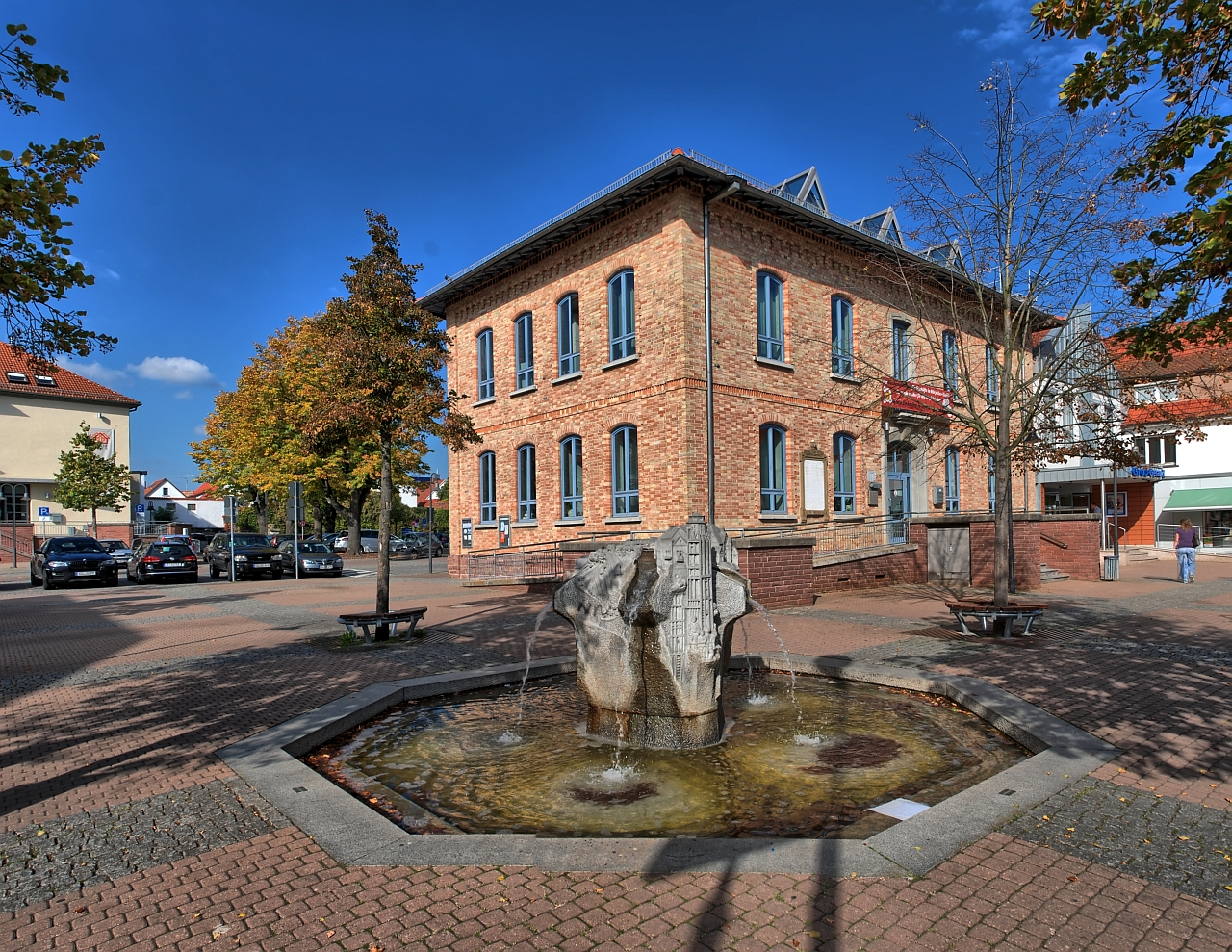
Mörfeldens rådhus
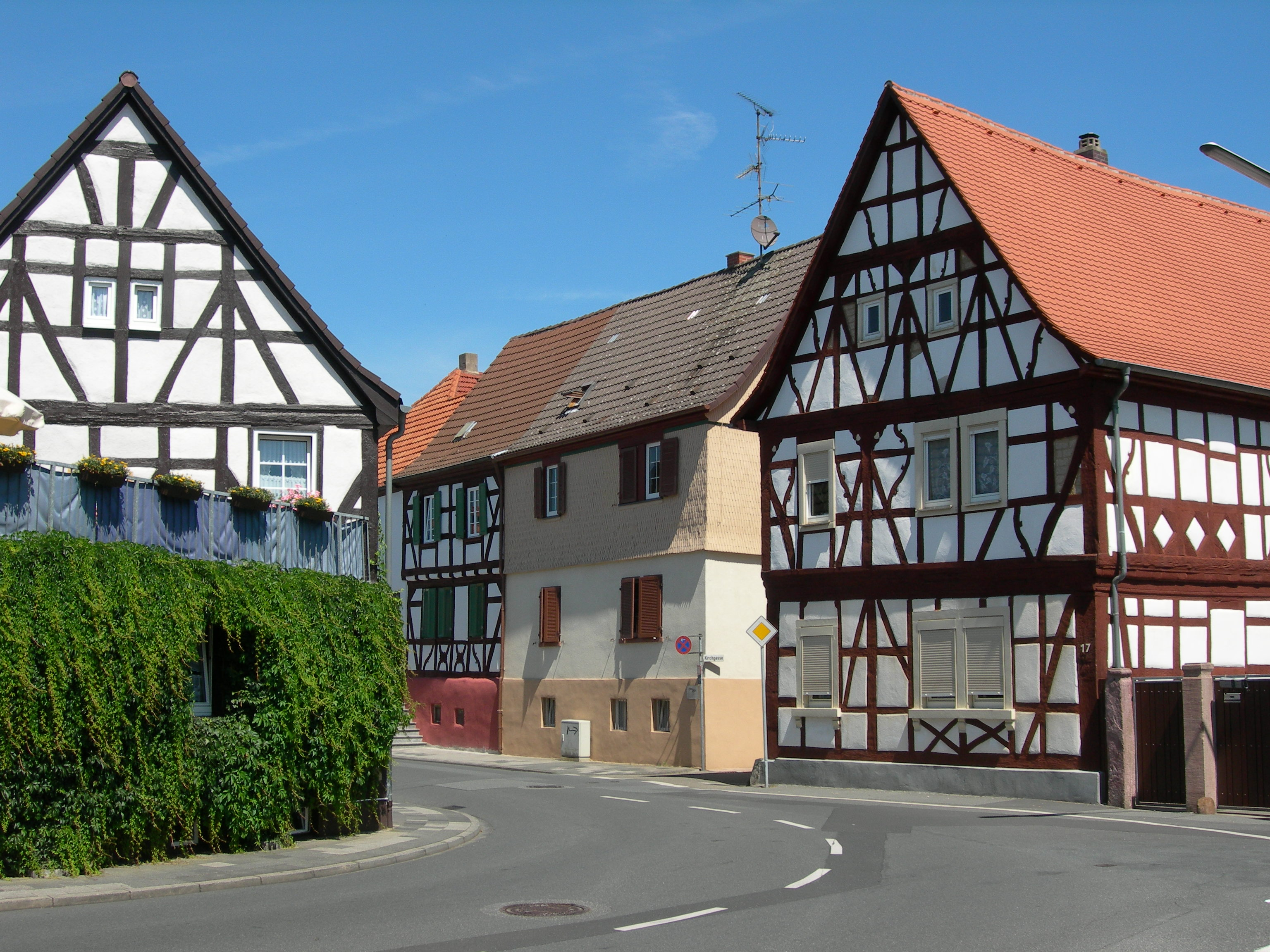
Typiska hus i Mörfelden
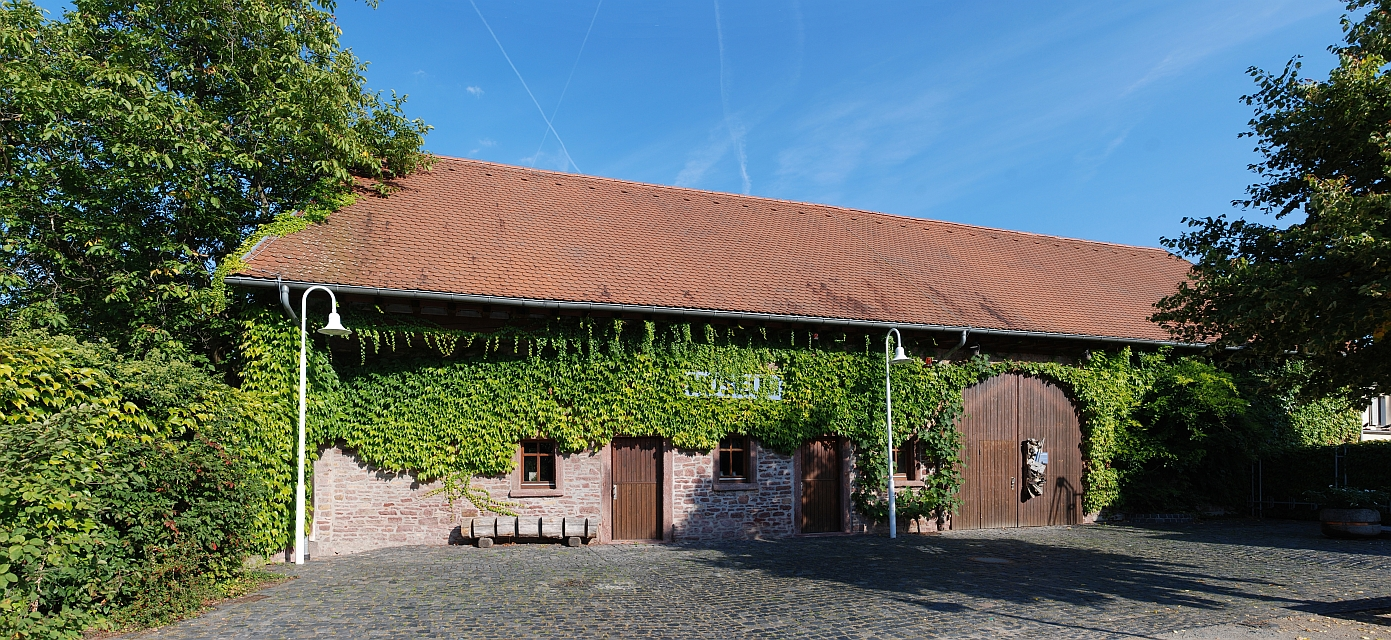
Hembygdsmuseet Mörfelden
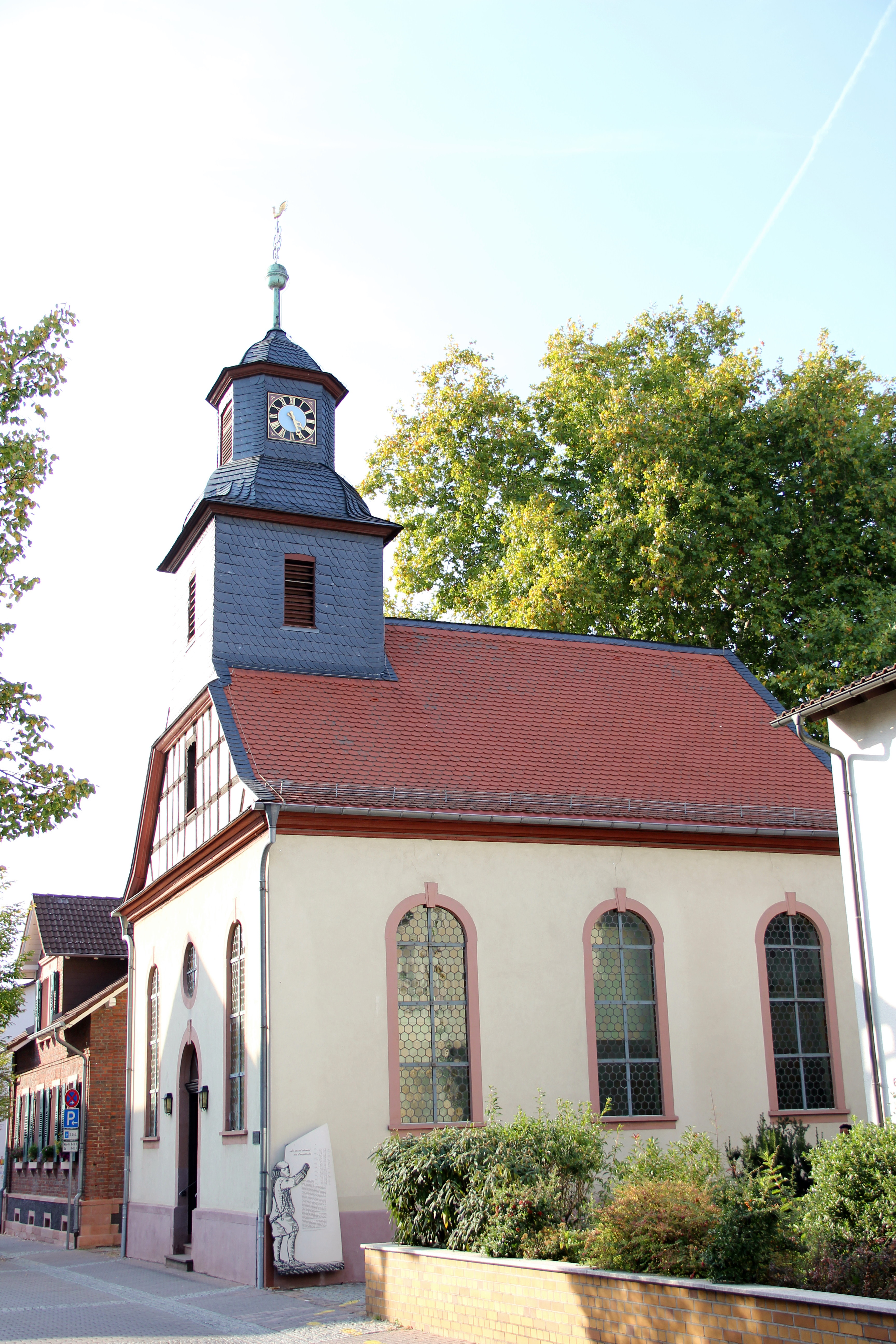
Kyrka i Walldorf
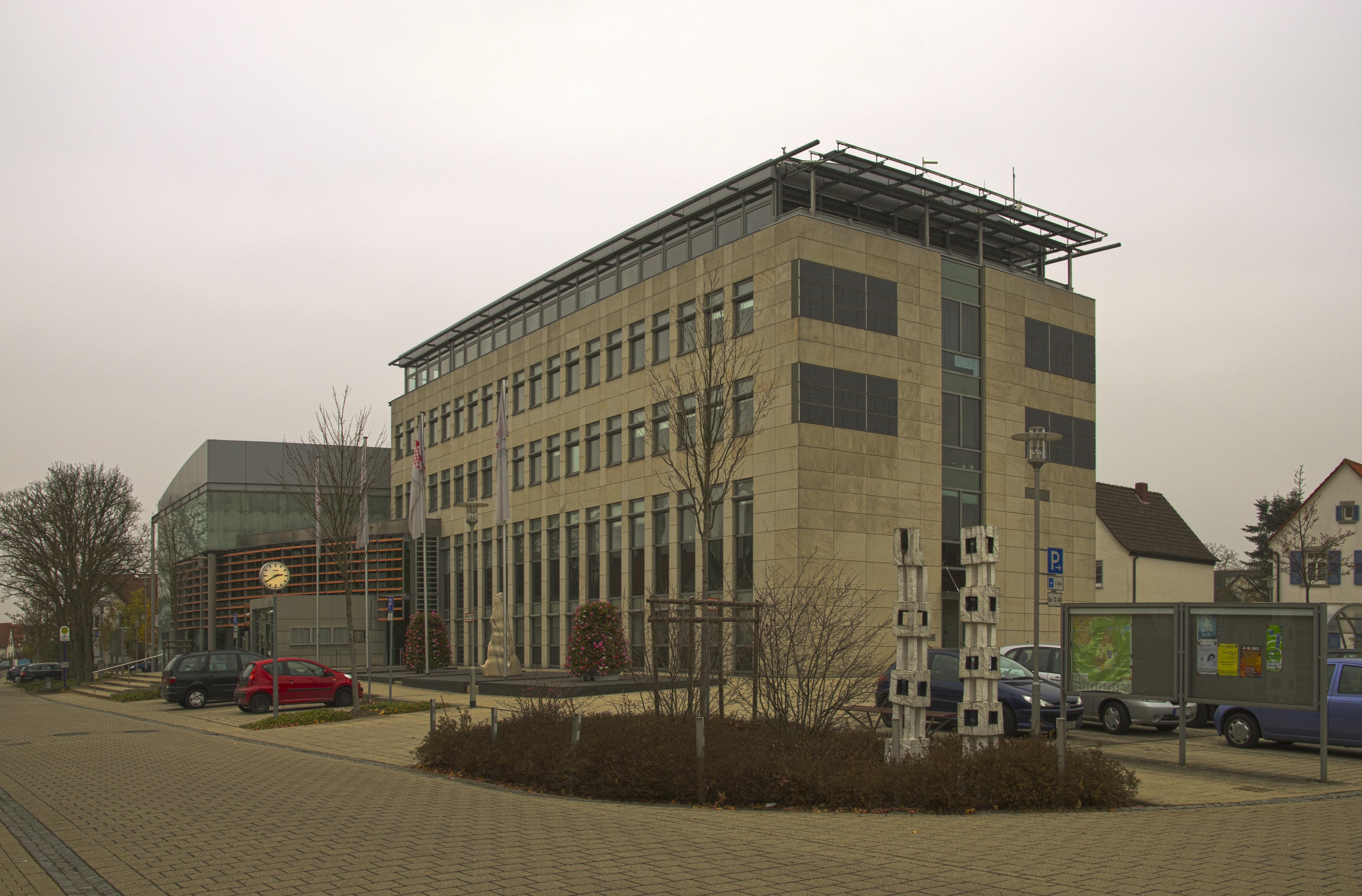
Walldorfs rådhus
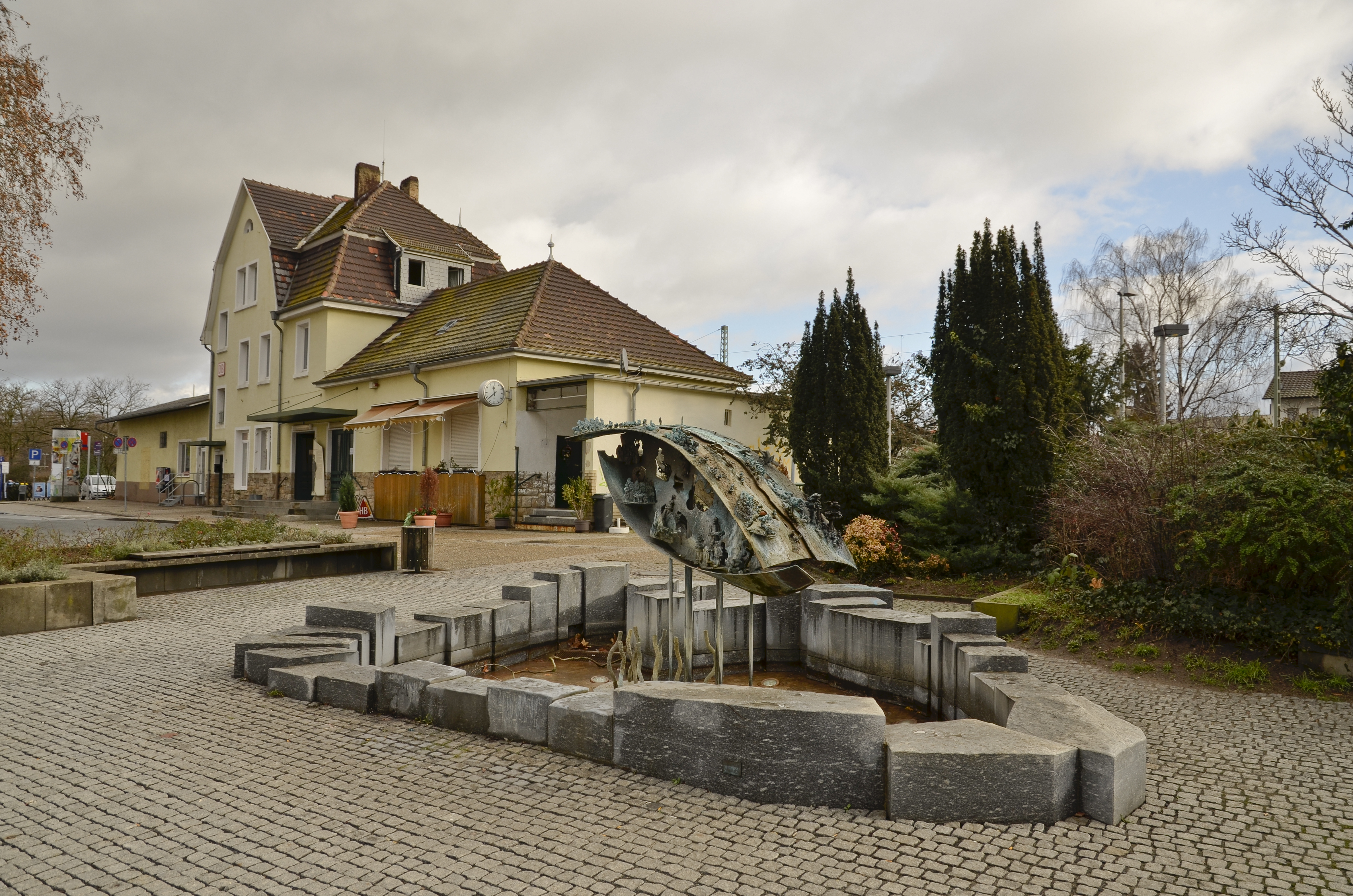
Järnvägsstationen i Walldorf